# Аккойлы
Аккойлы (каз. Аққойлы) — село в Ордабасинском районе Туркестанской области Казахстана. Входит в состав Шубарского сельского округа. Код КАТО — 514655200.

## Население
В 1999 году население села составляло 298 человек (144 мужчины и 154 женщины). По данным переписи 2009 года, в селе проживали 344 человека (177 мужчин и 167 женщин).

## Достопримечательности
Мечеть Акмешет (Ишан-Базар)